# Krzysztof Olkowicz
Krzysztof Piotr Olkowicz (ur. 31 lipca 1954 w Nowym Targu) – polski funkcjonariusz Służby Więziennej, radca prawny i działacz społeczny, w latach 1996–2015 dyrektor okręgowy Służby Więziennej w Koszalinie, w latach 2015–2017 zastępca rzecznika praw obywatelskich, w latach 2017–2021 Główny Koordynator ds. Ochrony Zdrowia Psychicznego w Biurze Pełnomocnika RPO w Gdańsku.

## Życiorys
Ukończył studia na Wydziale Prawa i Administracji Uniwersytetu Gdańskiego. Od maja 1982 do września 1983 był funkcjonariuszem Służby Bezpieczeństwa. W wydanym w październiku 2015 oświadczeniu stwierdził: „Przez okres pracy w kontrwywiadzie nigdy nie dopuściłem się czynów, które można by uznać za niegodne. Naturalnie, ten okres pracy nie jest dla mnie powodem do dumy, uważam jednak, że okres ponad 32-letniej pracy zawodowej nie może być przekreślony przez fakt, że wcześniej przez 16 miesięcy pracowałem w strukturach Milicji Obywatelskiej”. Odbywał aplikację sądową, w latach 1989–1991 pozostawał asesorem w sądach rejonowych w Elblągu i w Malborku. W latach 1984–1989 oraz 1991–2015 był funkcjonariuszem Służby Więziennej, w tym od 1996 dyrektorem okręgowym SW w Koszalinie. Został wykładowcą Koszalińskiej Wyższej Szkoły Nauk Humanistycznych i Politechniki Koszalińskiej. W 2006 uzyskał wpis na listę radców prawnych.
Zaangażowany w działalność społeczną na rzecz m.in. niepełnosprawnych i więźniów. Został sekretarzem Terenowej Rady do Spraw Społecznej Readaptacji i Pomocy Skazanym dla Okręgu Koszalińskiego przy Sądzie Okręgowym w Koszalinie, a także członkiem rad społecznych lokalnych szpitali MSWiA i współpracownikiem domu opieki społecznej w Machowinku. Został również prezesem klubu sportowego Czarni Czarne. Uzyskał uprawnienia pilota samolotów i szybowców, zajmował stanowisko szefa Aeroklubu Elbląskiego (1992–1998) i przewodniczącego komisji rewizyjnej Aeroklubu Polskiego (1994–1998).
We wrześniu 2013 Olkowicz wpłacił czterdzieści złotych grzywny za cierpiącego na schizofrenię mężczyznę przebywającego w koszalińskim areszcie. Mężczyzna ów został zatrzymany za kradzież wafelka o wartości 99 groszy. Nie był w stanie uiścić grzywny, w związku z czym otrzymał karę aresztu. Po wpłacie przez Olkowicza należnej części grzywny aresztowany mógł wyjść na wolność. Podwładni Olkowicza powiadomili Ministerstwo Sprawiedliwości o podejrzeniu naruszenia przez dyrektora przepisu, który zabrania uiszczania za więźnia grzywny, jeśli nie jest się bliską mu osobą. We wrześniu 2014 Sąd Okręgowy w Koszalinie utrzymał w mocy wyrok Sądu Rejonowego, który uznał Olkowicza za winnego w sprawie, ale nie wymierzył kary. O sprawie informowały media ogólnopolskie.
We wrześniu 2015 odszedł ze Służby Więziennej w związku z powierzeniem mu stanowiska zastępcy Rzecznika Praw Obywatelskich przez nowo powołanego na to stanowisko Adama Bodnara. 1 września 2017 przestał pełnić funkcję, przechodząc na stanowisko Głównego Koordynatora ds. Ochrony Zdrowia Psychicznego w Biurze Pełnomocnika RPO w Gdańsku. Z końcem czerwca 2021 odszedł z Biura RPO. Następnie otworzył własną kancelarię radcowską.

## Odznaczenia
W 2003 został odznaczony Srebrnym Krzyżem Zasługi, a w 2015 Orderem Ecce Homo „za dawanie przykładu prawdziwej wrażliwości, za odważne i prawe kierowanie się sercem i rozumem, nawet wtedy, gdy konieczne jest przezwyciężanie bezmyślnej i bezdusznej litery prawa”. Wyróżniony także Złotą, Srebrną i Brązową Odznaką „Za zasługi w pracy penitencjarnej”. W 2014 otrzymał Nagrodę Radia TOK FM im. Anny Laszuk przyznawaną „osobistości, która w wyjątkowy sposób wpłynęła na dyskurs w minionym roku”.